# Lactarius controversus
Lactarius controversus (Christian Hendrik Persoon, 1800), este o specie de ciuperci necomestibile din încrengătura Basidiomycota în familia Russulaceae și de genul Lactarius, denumit în popor  lăptucă sângerie. Acest burete coabitează, fiind un simbiont micoriza (formează micorize pe rădăcinile arborilor). În România, Basarabia și Bucovina de Nord crește în grupuri tufoase, nu rar în șiruri sau cercuri de vrăjitoare, pe soluri nutritive ușoare sau bogate in fier și azot, dar de asemenea  argiloase, sub plopi negri și plopi tremurători, ocazional sub sălcii, în păduri de foioase, la marginea lor precum de drumuri ierboase, prin parcuri și plantații de plop, dar de asemenea în domeniul pădurilor aluviale, acolo sub arini și ulmi de câmp (Ulmus minor). Apare de la câmpie la munte, din iunie până în octombrie (noiembrie). Epitetul soiului este derivat din cuvântul latin (latină controversus=întors spre cealaltă parte).

## Descriere

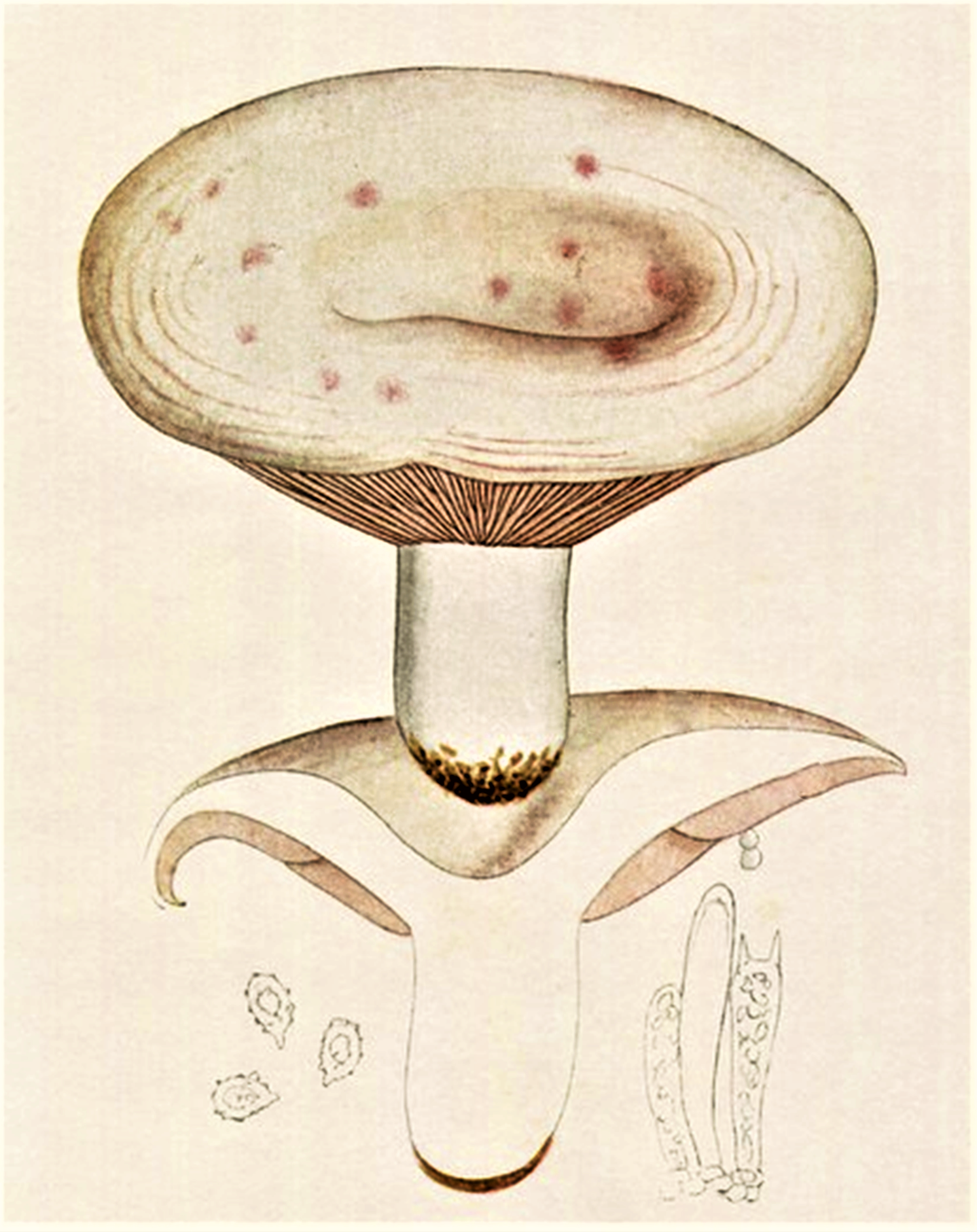
Bres.: Lactarius controversus

- Pălăria: are un diametru de 5-15 (30) cm, este foarte cărnoasă și compactă, dar fragilă, inițial convexă cu marginea răsfrântă spre picior, apoi din ce în ce mai plată și la deplină maturitate adâncită în centru, dar niciodată în formă de pâlnie, cu marginea răsfrântă și apoi întinsă, deseori ondulată. Cuticula cu peri scurți și deși este lucioasă, la umezeală lipicioasă. Devine la bătrânețe netedă în jurul marginii. Coloritul este alb până alb-roz, presărat cu pete roșiatice, adesea concentrice.
- Lamelele: sunt foarte dese și înguste, nu prea înalte, bifurcate și câteodată despicate, în tinerețe aderate la picior, mai târziu lung decurente de-a lungul lui. Ele sunt la început de culoare deschis rozalie, în vârstă slab portocalie.
- Piciorul: are o înălțime de 3-5,5 (7) cm și o lățime de 1,5-3,5 cm, este scurt și îndesat, cilindric, robust și plin, nu rar prins excentric de pălărie, câteodată chiar crescut lateral și mereu subțiat spre bază, suprafața fiind în tinerețe ușor pufoasă până slab zgrunțuroasă, apoi netedă, iar coloritul alb cu tonuri rozalii sau palid verzuie.
- Carnea: Ea este albă, tare, densă și fragilă, tinzând sa se pigmenteze la tăiere încet gălbui. Mirosul este slab fructuos și plăcut, dar gustul mai întâi amar și după scurt timp foarte iute. Iuțirea provine de la alcaloidul unei rășini numită piperină.
- Laptele: nu este iute, dar amar și zgârcind. Conține mult suc alb și lăptos care nu se decolorează în timpul uscării.[3][4]
- Caracteristici microscopice: are spori ovoidali, hialini (translucizi), dens verucoși și reticulați, cu o mărime de 6-8 x 5-6 microni. Pulberea lor este crem-rozalie. Basidiile cu 2-4 sterigme în formă de măciucă măsoară 40-50 x 8-9 microni. Cestoidele rare sunt sub-fusiforme sau seamană unei măciuci slabe cu o mărime de 65-75 x 12-14 microni.[6]
- Reacții chimice: Cuticula se colorează cu fenol brun-roșiatic, cu guaiacol albastru-verzui și cu sulfat de fier roz-portocaliu.[7]

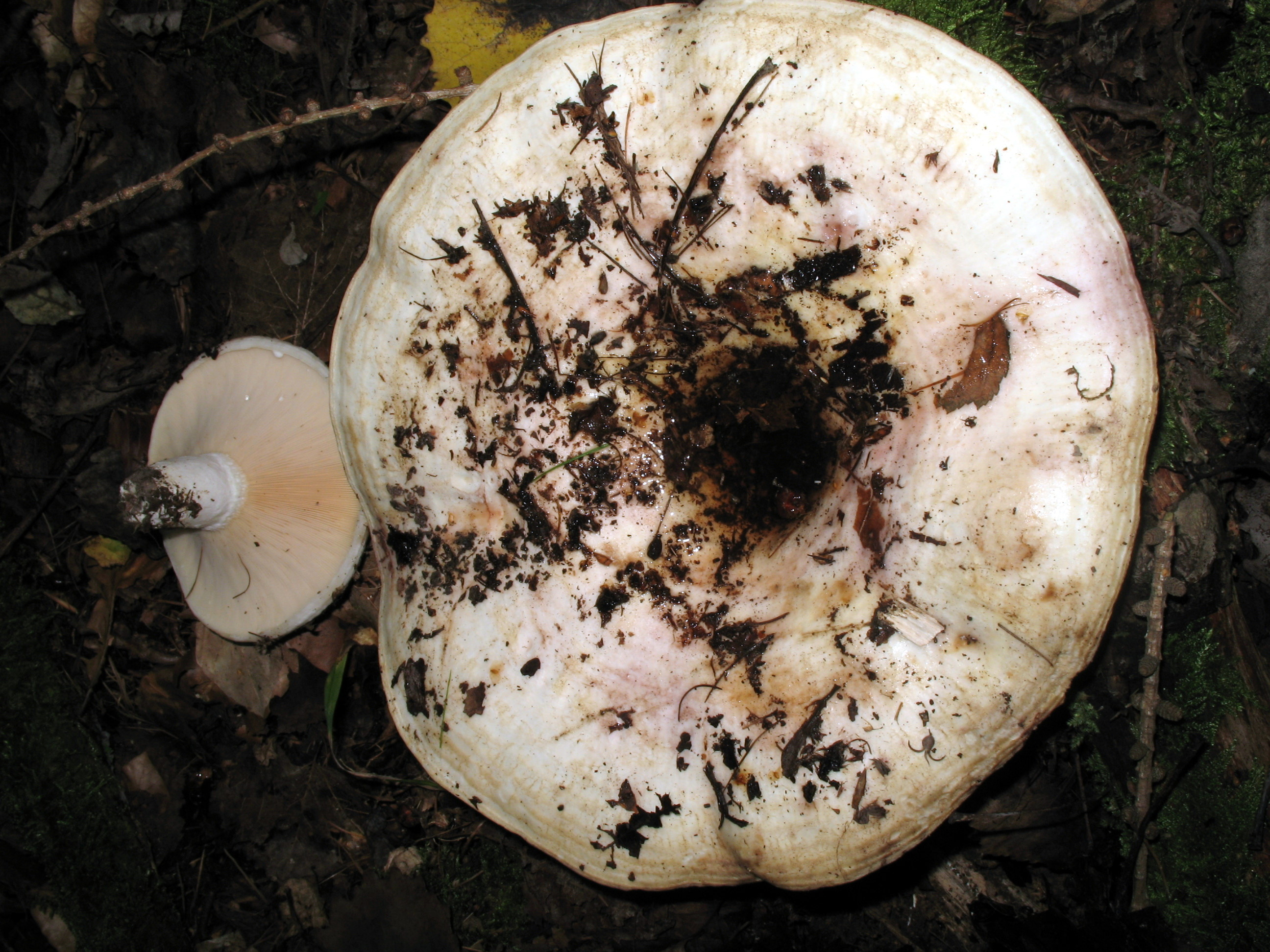
L. controversus, pălăria de sus
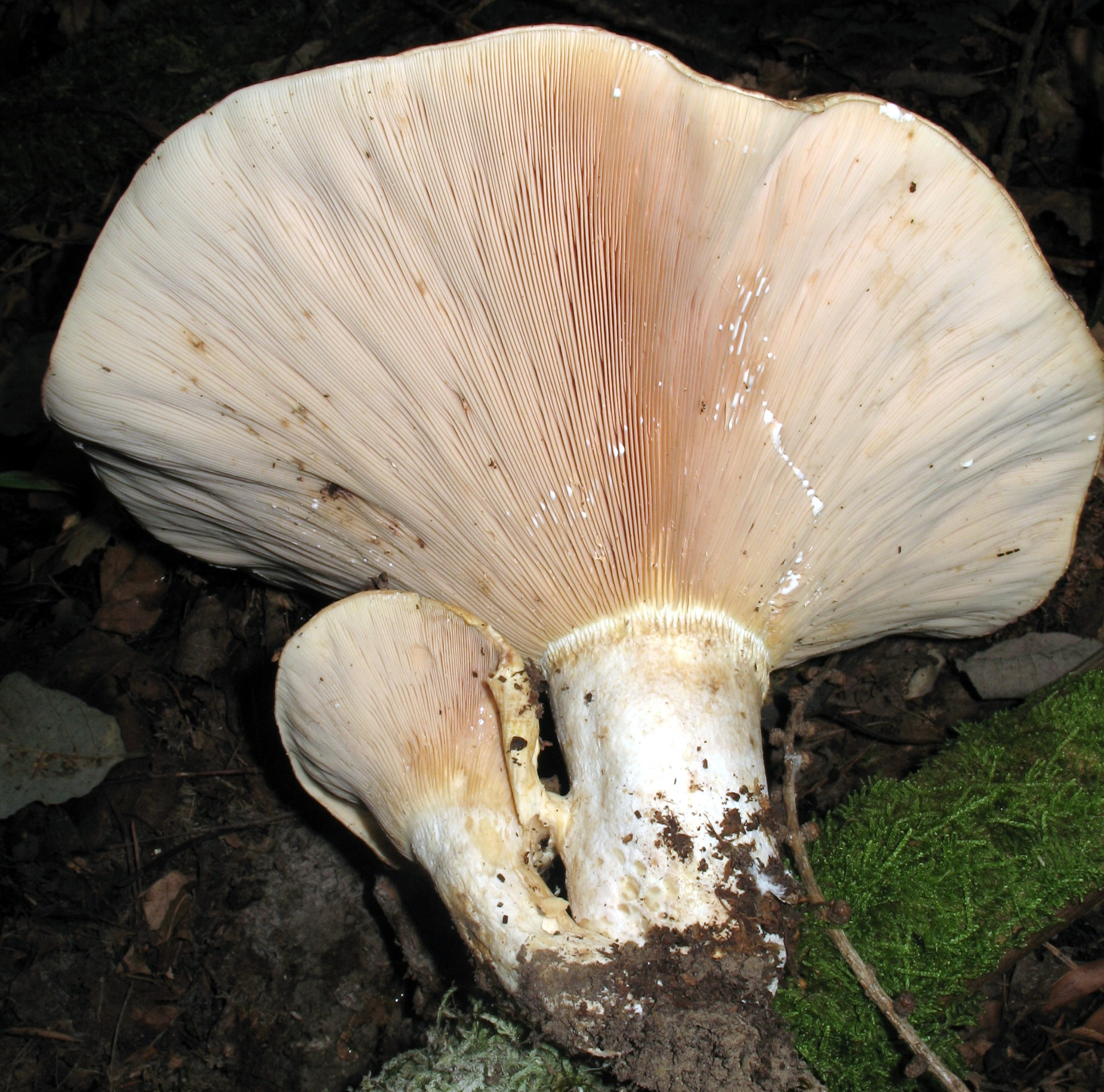
L. controversus, lamele cu suc, picior
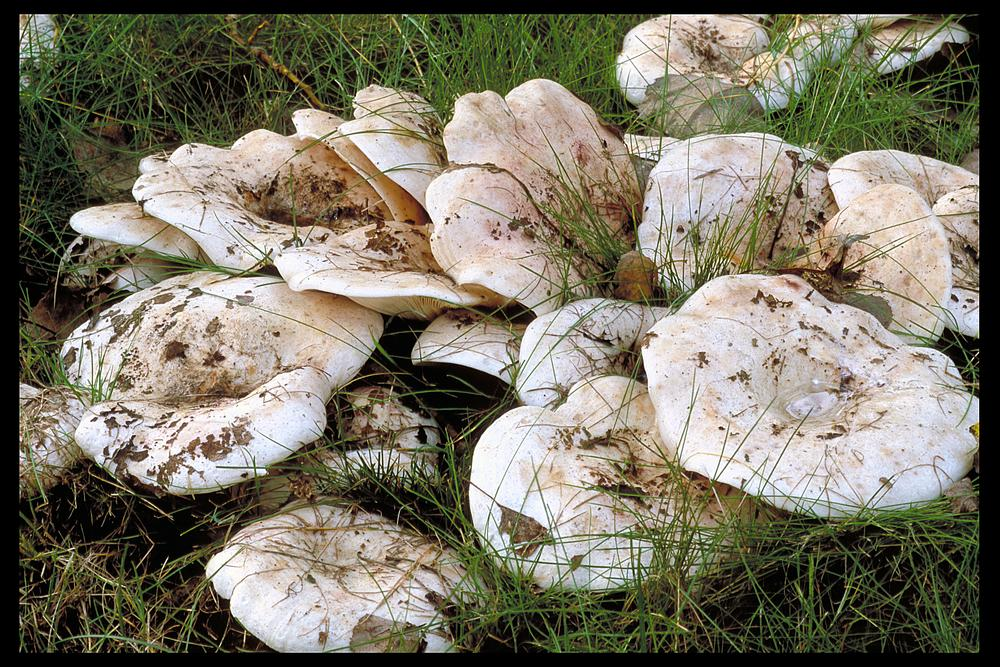
L. controversus, grup mare

## Confuzii
Buretele poate fi confundat între altele cu Lactarius citrolens (necomestibil, gust amar și iute, inițial miros de roiniță sau lămâie, apoi de lămâie putredă), Lactarius glaucescens, sin. Lactarius pergamenus (comestibil dar iute, se dezvoltă numai în păduri de foioase, mai mic și subțire, se decolorează după tăiere gălbui), Lactarius pallidus (necomestibil, amar și zgâriind, se dezvoltă mai ales sub fagi, cu cuticulă și carne mai gălbuie), Lactarius piperatus (comestibil, iute, dar bine de preparat, cuticulă netedă), Lactarius pubescens (otrăvitor, extrem de iute, se dezvoltă în afară de păduri prin iarbă sub mesteceni, marginea piciorului fiind neregulat ondulată precum pletoasă cu franjuri, miros de mușcată), Lactarius resimus (necomestibil),  Lactarius torminosus (otrăvitor, crește sub mesteceni, mai roz-roșiatic, miros fructuos cu nuanțe de terpentină, gust iute și rășinos), Lactarius trivialis sin. Lactarius bertillonii var. queletii (necomestibil pentru că prea iute, se dezvoltă numai în foioase, cu mare drag sub castani, lamele foarte îndepărtate, buretele original cu cuticula colorată spre gri-roz, variația queletii însă este albă) sau Lactarius vellereus (necomestibil, de asemenea foarte iute, amar și zgârcind, lamele mai depărtate, cuticulă lânos-împâslită).
Posibilă este de asemenea o confundare cu două ciuperci comestibile fără suc din genul Russula: Russula delica și surata ei foarte apropiată Russula chloroides.

## Specii de ciuperci asemănătoare în imagini

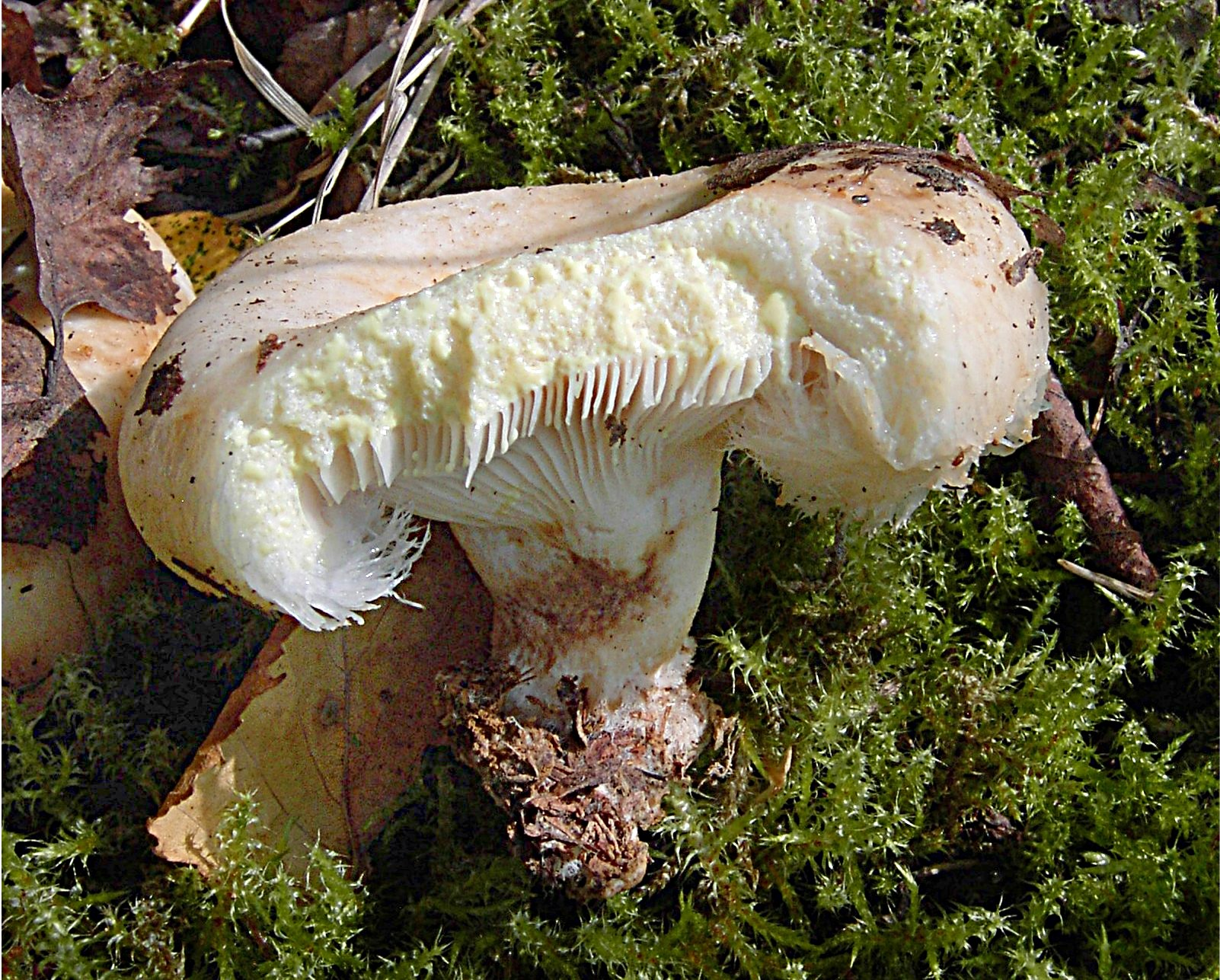
!Lactarius citriolens!
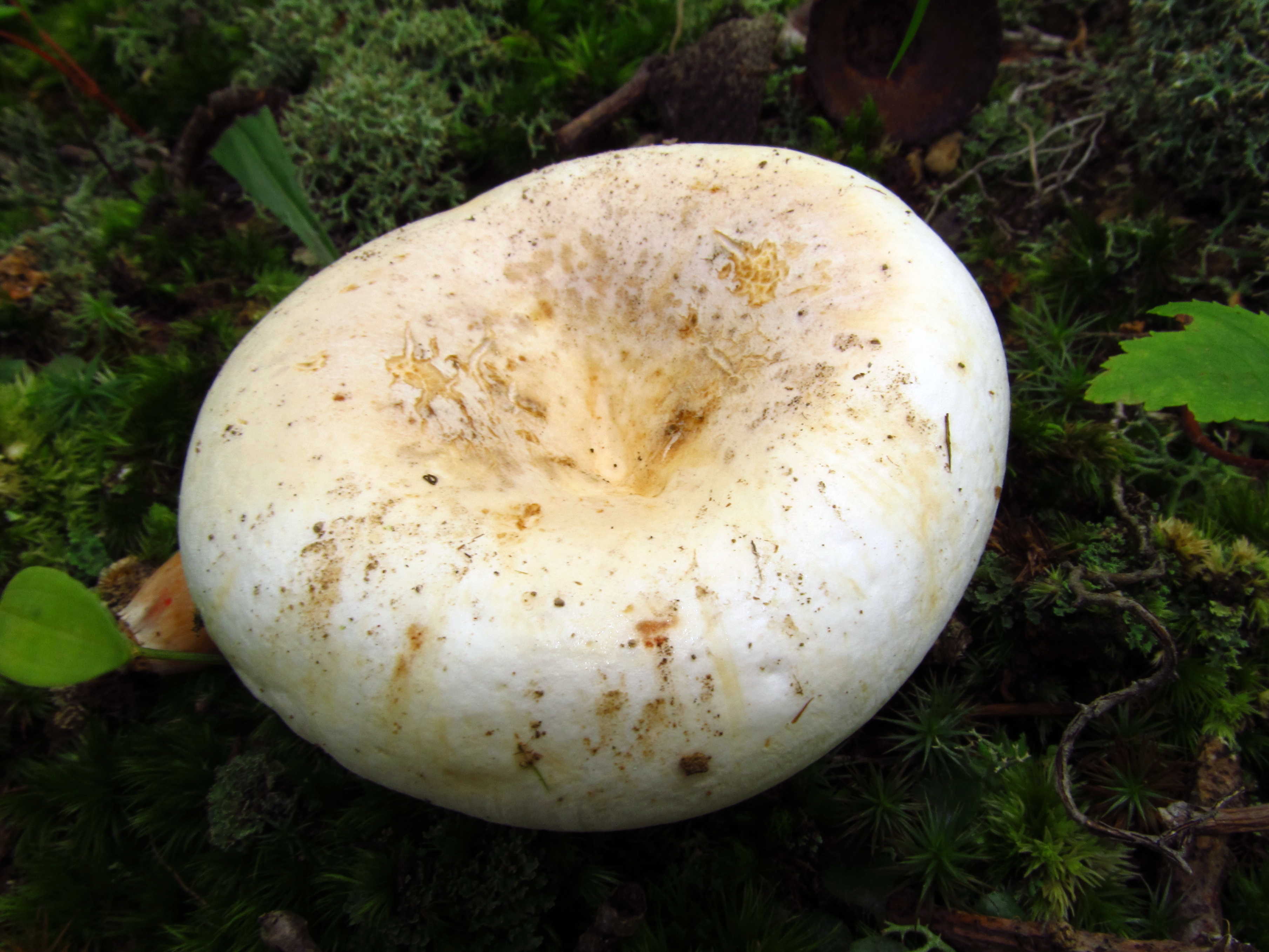
!Lactarius glaucescens, sin. pergamenus!
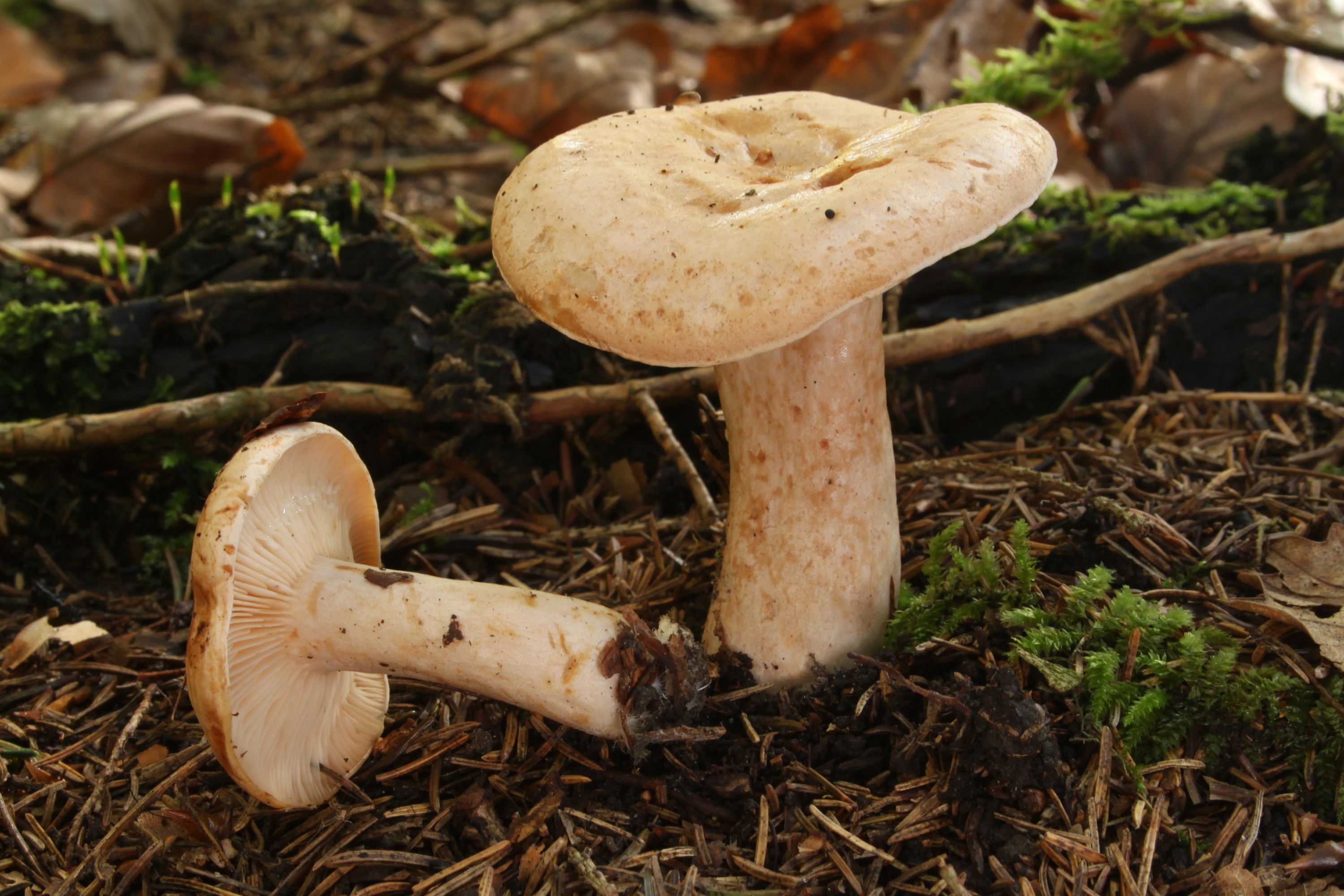
!Lactarius pallidus!
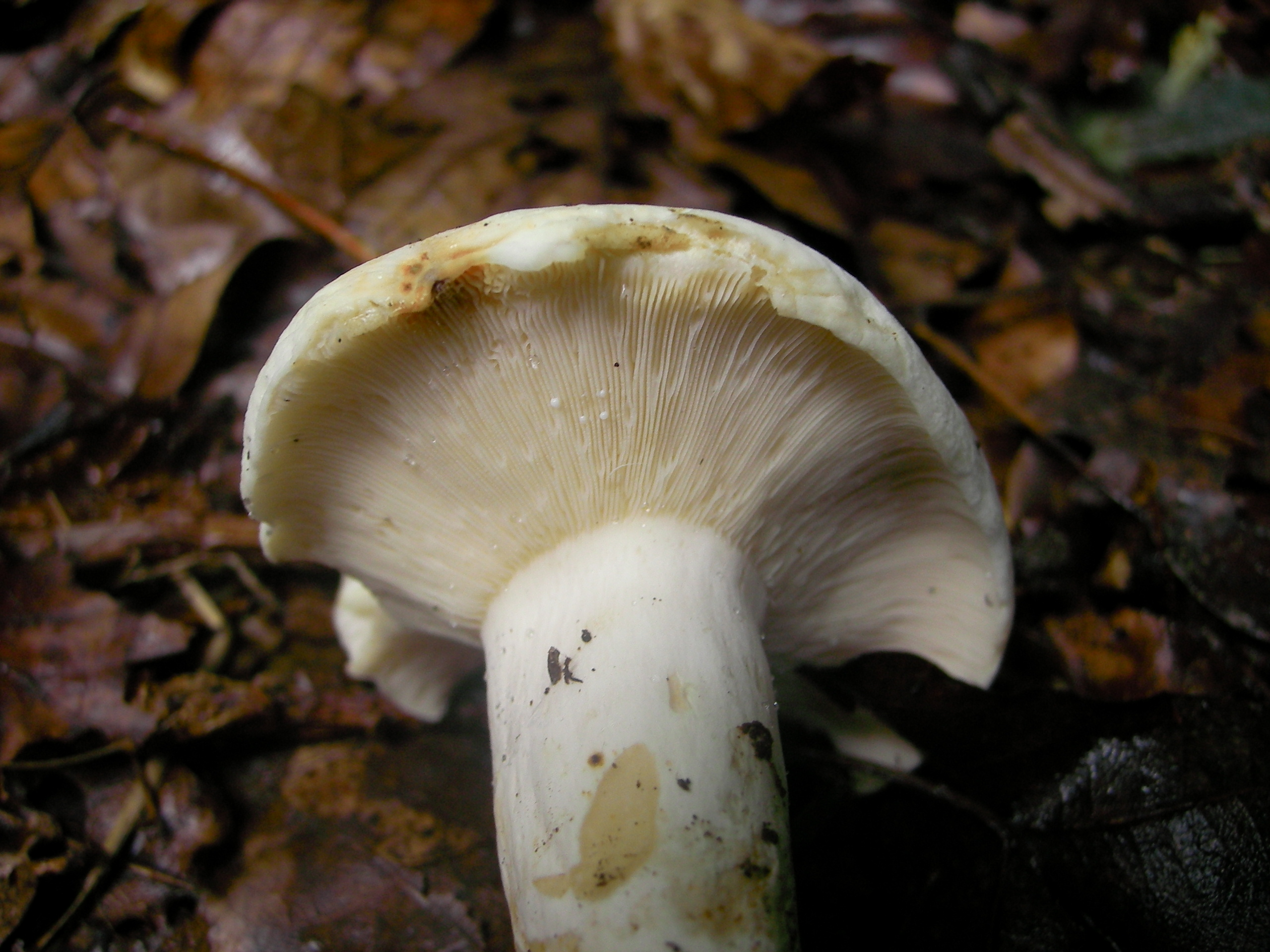
L piperatus
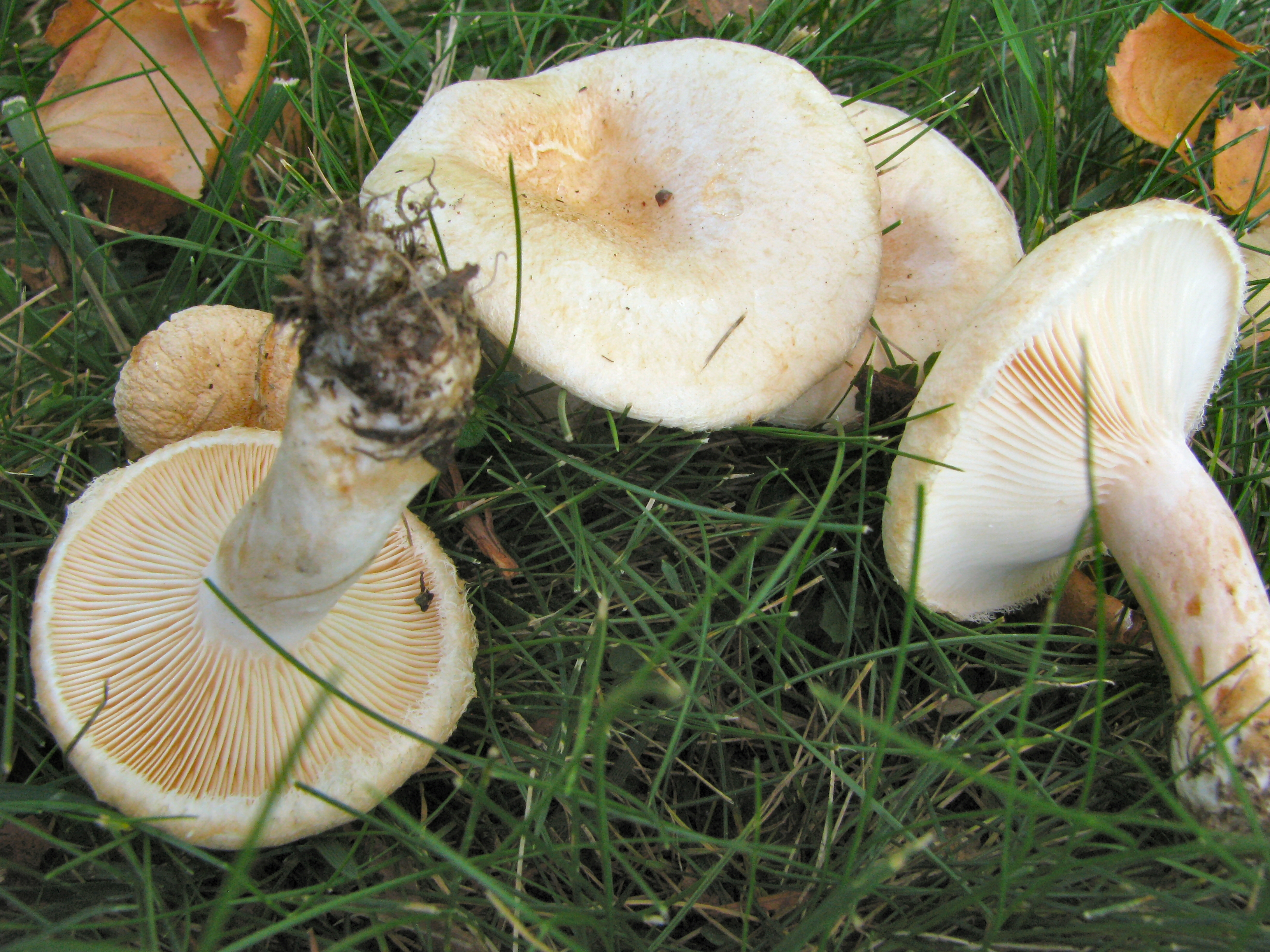
!!Lactarius pubescens!!
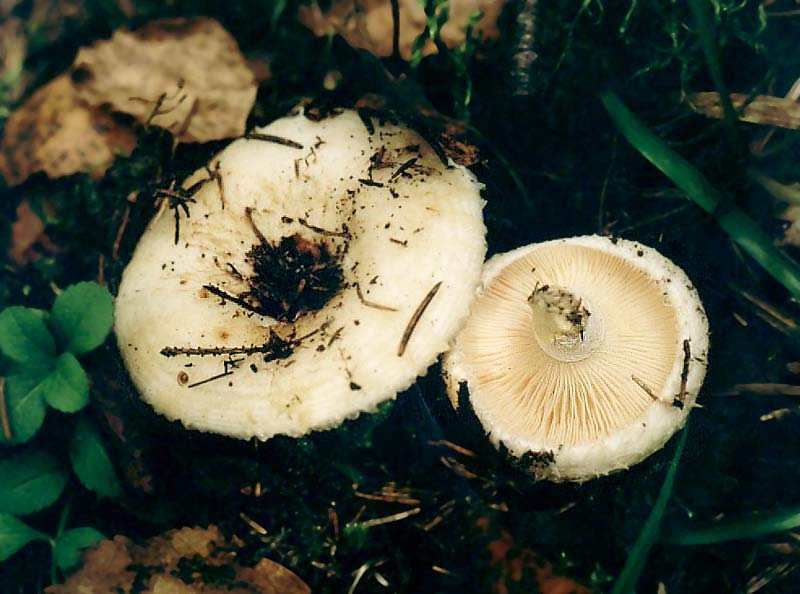
!Lactarius resimus!

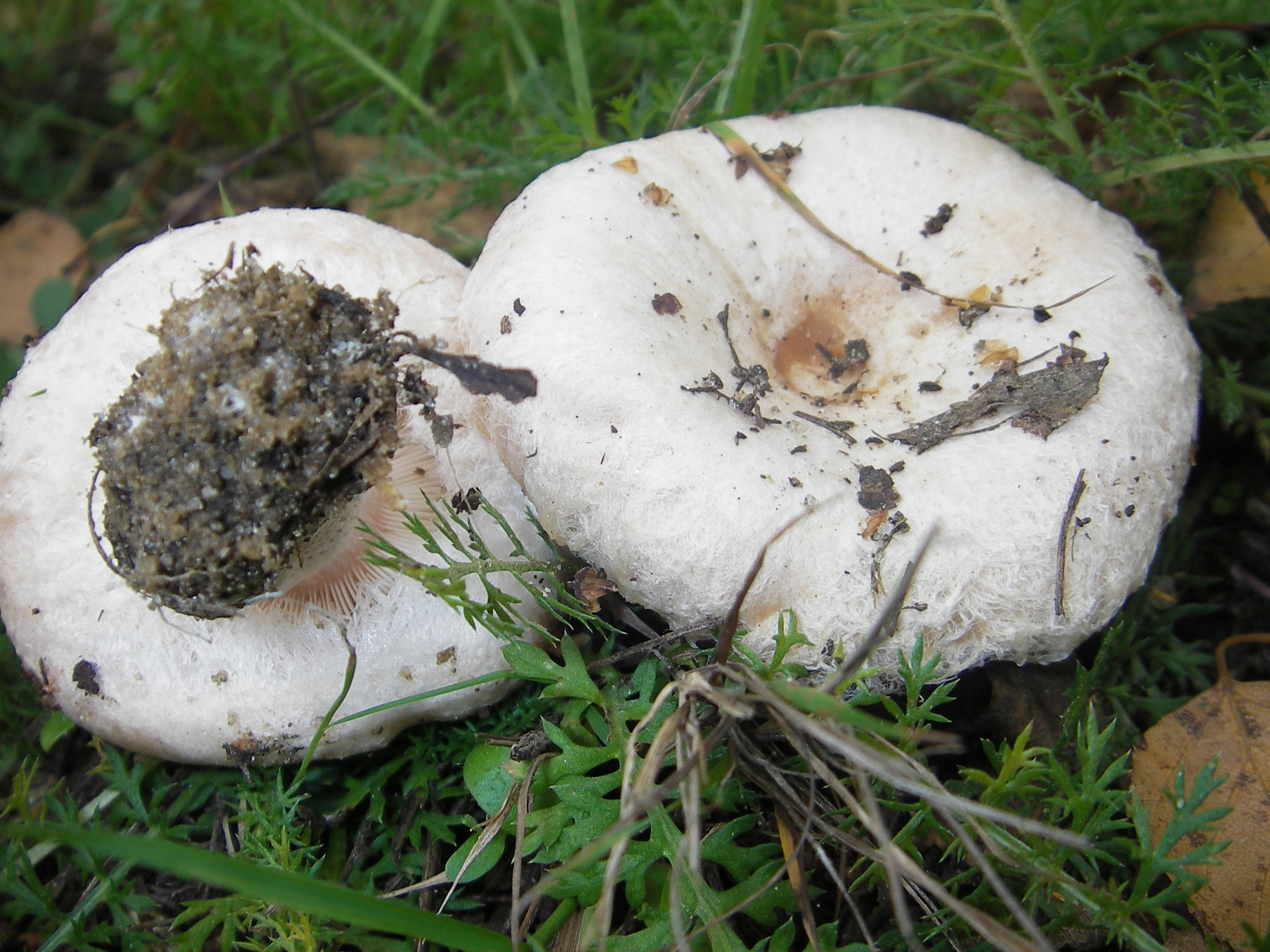
!!Lactarius torminosus!!
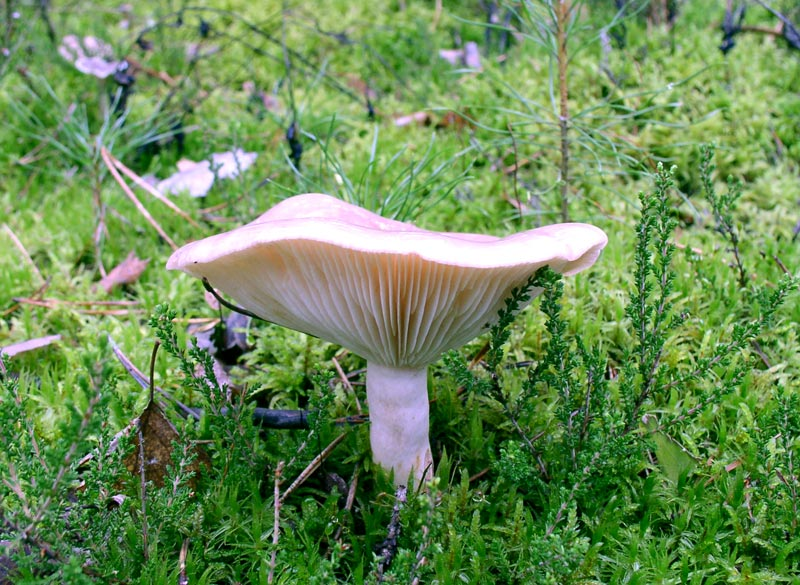
!Lactarius trivialis!
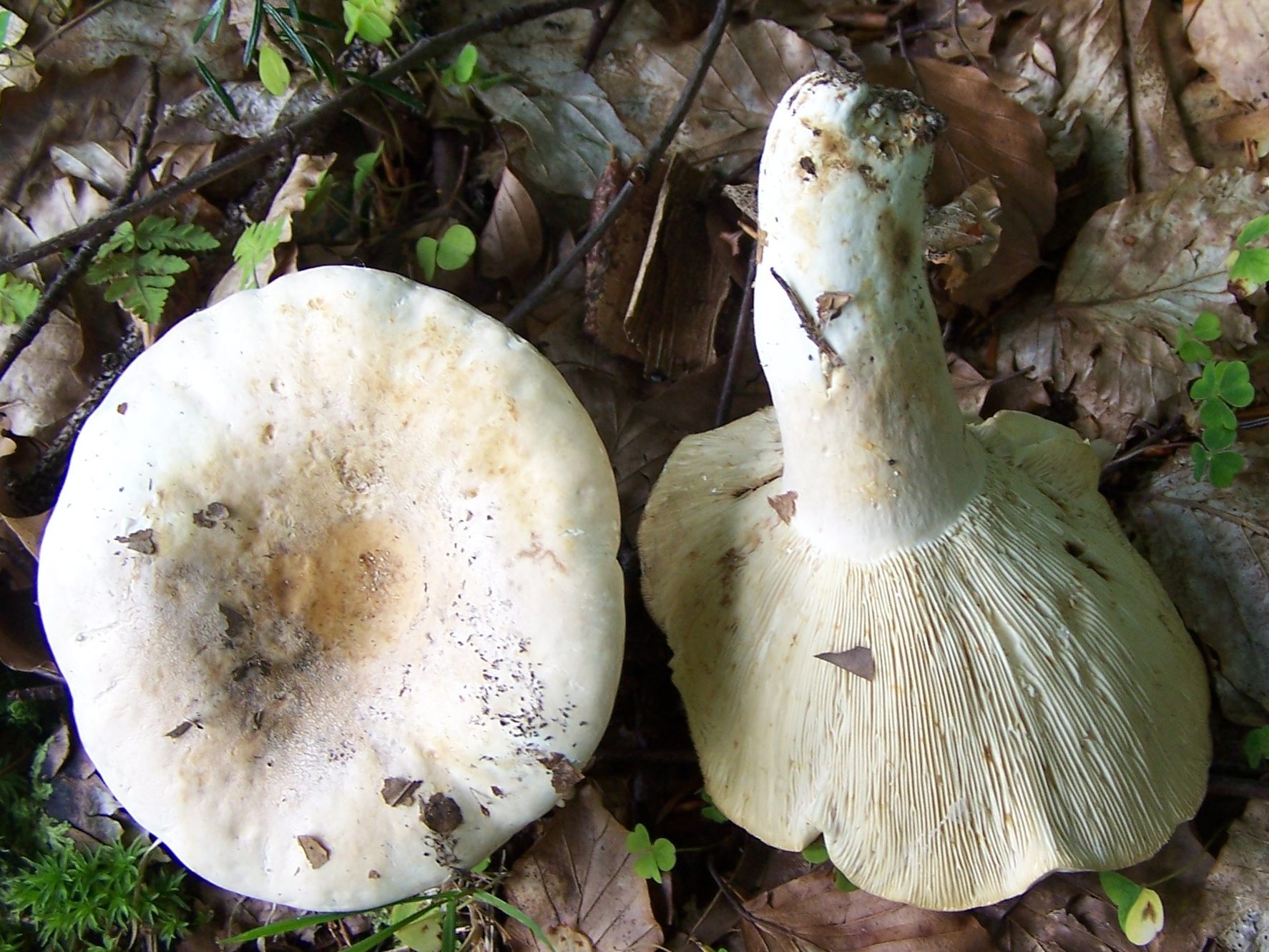
!Lactarius vellereus!
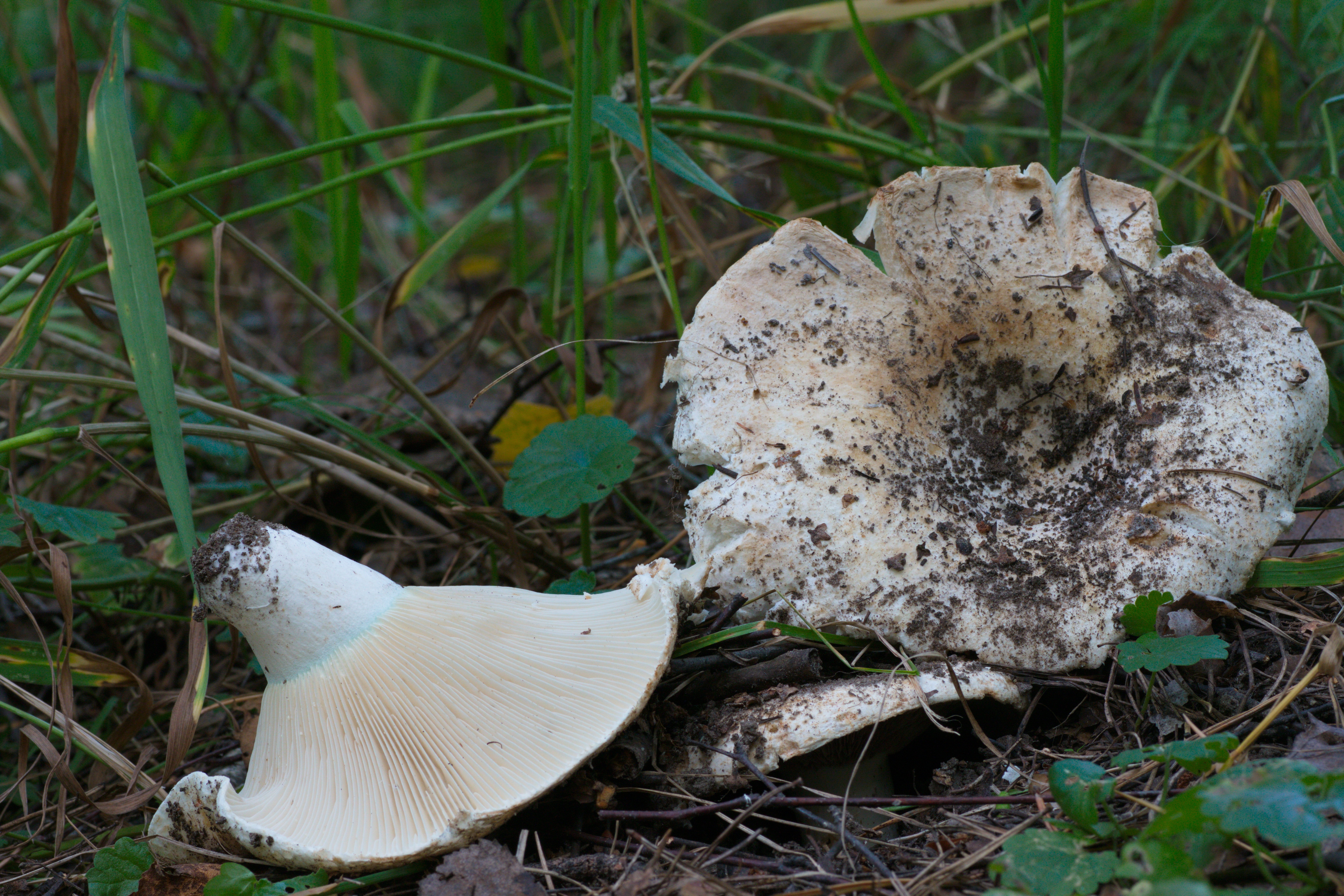
Russula chloroides
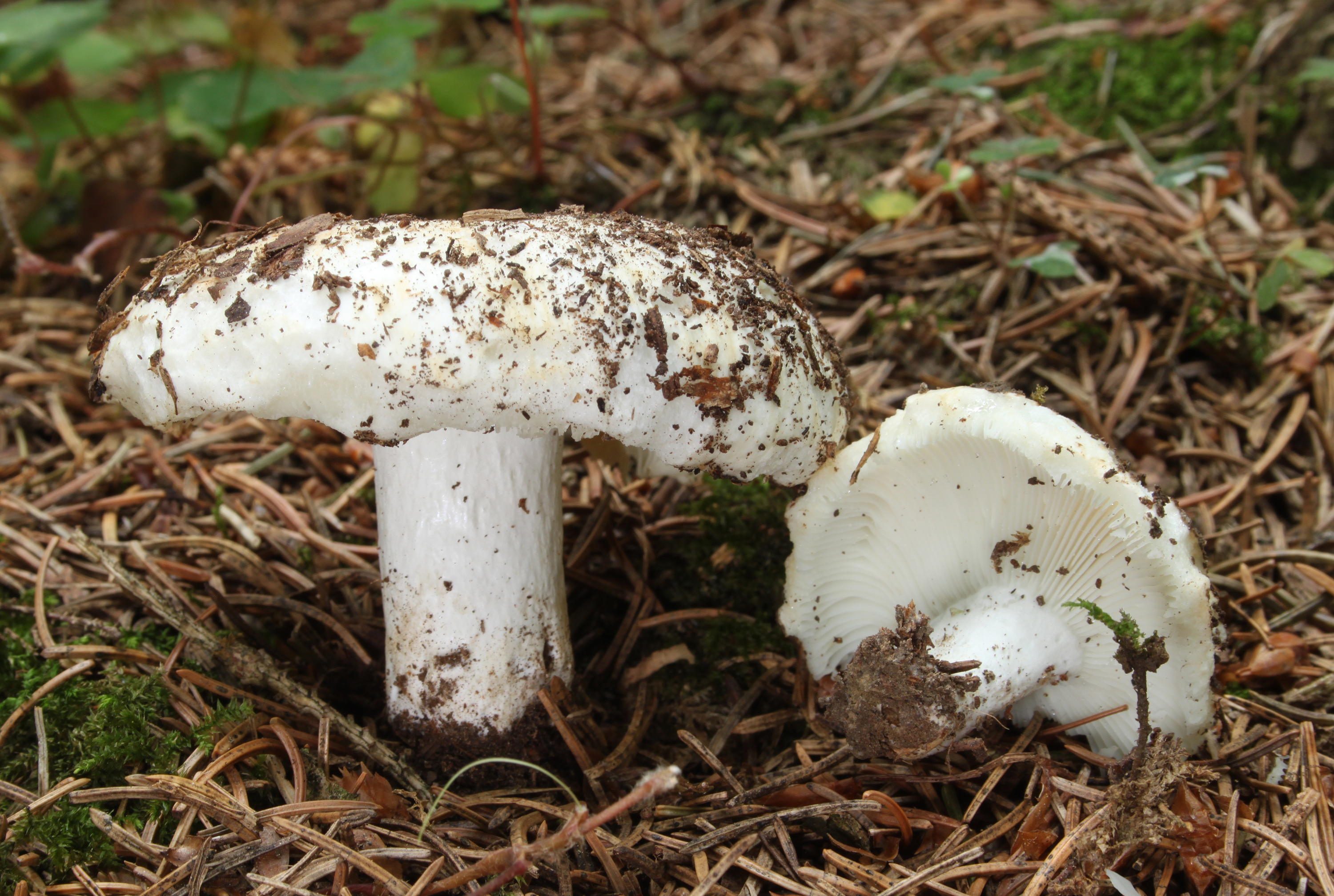
Russula delica